# Spencer, Ohio
Spencer là một làng thuộc quận Medina, tiểu bang Ohio, Hoa Kỳ. Năm 2010, dân số của làng này là 753 người.

## Dân số
- Dân số năm 2000: 747 người.
- Dân số năm 2010: 753 người.